# Eine geschlossene Gesellschaft
Eine geschlossene Gesellschaft ist ein deutscher zweiteiliger dokumentarischer Spielfilm (Dokudrama) von Heinrich Breloer aus dem Jahre 1987. 
Für den Film erhielt Heinrich Breloer 1988 den Adolf-Grimme-Preis mit Silber.

## Handlung

### Die Rekordbeter (1. Teil)
Heinrich Breloer besuchte in den 1950er Jahren das Canisianum in Lüdinghausen. Das Internat wird von dem Priester und ehemaligen Häftling des KZ Dachau Bernhard Hürfeld streng katholisch geleitet. Breloer besucht nach über 30 Jahren seine ehemaligen Mitschüler und spricht mit ihnen über die Zeit im Internat und die Moral der Adenauer-Zeit. Das Internat ist nach dem Krieg im Wiederaufbau und die jüngsten der Internatsschüler leben in engen Verhältnissen. Ihr Tagesablauf ist bis ins Kleinste organisiert und geprägt von einer katholischen Erziehung, die Schuld und Sünde in den Vordergrund stellt. Die ehemaligen Schüler sprechen über Erlebnisse, die von Einsamkeit und Bitterkeit geprägt sind.

### Die Freigeister (2. Teil)
Der zweite Teil des Films handelt von den ehemaligen Abiturienten des Internats. Breloer besucht sie und erzählt die Geschichte des Aufbegehrens gegen die engstirnigen Moralvorstellungen der Internats- und Schulleitung. Neue Schüler kommen an das Internat und konfrontieren den jungen Heinrich mit Jazzmusik und von der katholischen Kirche verbotener Literatur. 1961 macht Heinrich das Abitur und verlässt das Internat.

## Kritiken
„Der Regisseur, der hier auch eigene biografische Erfahrungen verarbeitet, entwickelt in diesem Film Elemente des "Dokudramas" weiter, das später zu seinem unverwechselbaren Markenzeichen werden sollte.“